# Радаева, Анна Андреевна
А́нна Андре́евна Рада́ева (1922—1992) — советская колхозница, Герой Социалистического Труда.

## Биография
Родилась в 1922 году в селе Никольское (ныне — Кузнецкого района Пензенской области). С 1938 года работала колхозницей, учётчиком, бригадиром тракторно-полеводческой бригады в колхозе «Путь к коммунизму» в Кузнецком районе.
Бригада Радаевой добилась высоких показателей в работе, особенно больших успехов добившись во время девятой пятилетки.
Указом Президиума Верховного Совета СССР от 7 декабря 1973 года за «большие успехи, достигнутые во Всесоюзном социалистическом соревновании и проявленную трудовую доблесть в выполнении принятых обязательств по увеличению производства и продажи государству зерна и других продуктов земледелия в 1973 году» Анне Радаевой было присвоено звание Героя Социалистического Труда с вручением ордена Ленина и золотой медали «Серп и Молот».
Выйдя на пенсию, позднее проживала в Кузнецке. Скончалась 16 марта 1992 года.
Также награждена орденом Трудового Красного Знамени и медалями.